# D/1952 B1 Harrington-Wilson
La cometa Harrington-Wilson, formalmente D/1952 B1 (Harrington-Wilson), è una cometa periodica. Attualmente è considerata una cometa perduta in quanto è stata osservata solo durante un mese dopo la sua scoperta avvenuta il 30 gennaio 1952 e poi non si è riusciti ad osservarla ai seguenti passaggi al perielio alcuni dei quali presentavano condizioni favorevoli alla sua riscoperta. Secondo gli astronomi giapponese Kazuo Kinoshita e Seiichi Yoshida uno di essi avrebbe dovuto avvenire a marzo 2017: tuttavia non è risultata osservabile neppure in questa occasione.
La sua orbita presenta la caratteristica di avere una MOID molto piccola sia col pianeta Giove, il 4 febbraio 2009 i due corpi celesti dovrebbero essere giunti a sole 0,138 UA di distanza, che con il pianeta Marte.